# Arsenitna kiselina
Arsenitna kiselina je hidrolizirani oblik As2O3 i ima formulu As(OH)3. Arsenitna kiselina se javlja u obliku vodenog rastvora i nije do sada izolirana kao čista kiselina, iako ta činjenica ne umanjuje važnost As(OH)3. 

## Svojstva
Molekulska masa arsenitne kiseline je 125.94g/mol. As(OH)3 je piramidalna molekula koja se sastoji od tri hidroksilne grupe, koje su jednom vezom povezane s atomom arsena. 1H NMR spektar rastvora arsenitne kiseline sastoji se od jednog signala, što je u skladu s velikom simetrijom molekula. As(OH)3 je slaba kiselina s pKa od 9.2.

## Reakcije
Pripremanje As(OH)3 uključuje sporu hidrolizu arsen(III)-oksida u vodi.
As2O3 + 3H2O → 2H3AsO3
Dodavanjem baze arsenitna kiselina prelazi u arsenitne ione, [AsO(OH)2]-, [AsO2(OH)]-2 i [AsO3]-3.
H3AsO3 + 3OH- → AsO33- + 3H2O
Reakcije za koje se smatra da potječu od vodenog rastvora arsen(III)-oksida dešavaju se zbog prisustva arsenitne kiseline i njenih konjugiranih baza.

## Toksikologija
Spojevi koji sadrže arsen su visoko toksične i kancerogene. Anhidrid arsenitne kiseline, arsen trioksid koristi se kao herbicid, pesticid i rodenticid.